# Guo Qiqi
Guo Qiqi (Chongqing, 7 de agosto de 1998) é uma ginasta rítmica chinesa.

## Carreira
Guo começou a praticar ginástica rítmica quando tinha seis anos de idade.
Guo foi selecionado para competir pelo grupo chinês no Campeonato Mundial de 2019 ao lado de Hao Ting, Hu Yuhui, Huang Zhangjiayang, Liu Xin e Xu Yanshu. Guo competiu na rotina de 5 bolas, mas não na rotina de 3 aros + 4 maças. O grupo chinês terminou em sétimo lugar na final geral. Além disso, o grupo de 5 bolas se classificou para a final do evento, onde terminou em quinto lugar.
Ela ganhou uma medalha de bronze no grupo geral e uma medalha de prata em 5 aros na Copa do Mundo de Pesaro de 2022. Ela competiu no Campeonato Mundial de 2022 em Sofia e ajudou o grupo chinês a terminar em sétimo no geral. Nas finais do evento, eles terminaram em sétimo em 5 aros e em quarto em 3 fitas + 2 bolas.
Nos Jogos Olímpicos de Verão de 2024, em Paris, conquistou a medalha de ouro na competição de grupos da ginástica rítmica, ao lado de Hao Ting, Huang Zhangjiayang, Wang Lanjing e Ding Xinyi.